# Campeonato Mundial de Atletismo de 2011 - 800 m feminino
A prova dos 800 metros feminino do Campeonato Mundial de Atletismo de 2011 foi disputada entre 1 e 4 de setembro no Daegu Stadium, em Daegu.

## Recordes
Antes desta competição, os recordes mundiais e do campeonato nesta prova eram os seguintes:
| Tipo                  | Atleta                | Tempo   | Local    | Data                | Ref |
| --------------------- | --------------------- | ------- | -------- | ------------------- | --- |
|                       | Jarmila Kratochvílová | 1:53:28 | Munique  | 26 de julho de 1983 | ver |
| Recorde do campeonato | Jarmila Kratochvílová | 1:54:68 | Helsinki | 9 de agosto de 1983 | ver |

## Medalhistas
| Ouro                 | Prata                  | Bronze                       |
| Caster Semenya (RSA) | Janeth Jepkosgei (KEN) | Alysia Johnson Montaño (USA) |

## Cronograma
| Data          | Hora  | Evento    |
| ------------- | ----- | --------- |
| 1 de setembro | 11:40 | Bateria   |
| 2 de setembro | 19:25 | Semifinal |
| 4 de setembro | 20:15 | Final     |

Todos os horários são horas locais (UTC +9)

## Resultados

### Bateria
Qualificação: Os 4 de cada bateria (Q) e os 4 mais rápidos (q) avançam para a semifinal.
| Colocação | Atleta              | Tempo                |
| --------- | ------------------- | -------------------- |
| 1         | Jennifer Meadows    | 2 min 01 s 11 Q      |
| 2         | Maggie Vessey       | 2 min 01 s 32 Q      |
| 3         | Rosibel García      | 2 min 01 s 33 Q (SB) |
| 4         | Eunice Jepkoech Sum | 2 min 01 s 37 Q      |
| 5         | Yuliya Rusanova     | 2 min 01 s 38 q      |
| 6         | Egle Balciünaité    | 2 min 02 s 88        |
| 7         | Yvonne Hak          | 2 min 03 s 05        |

| Colocação | Atleta            | Tempo              |
| --------- | ----------------- | ------------------ |
| 1         | Kenia Sinclair    | 2 min 01 s 66 Q    |
| 2         | Halima Hachlaf    | 2 min 01 s 80 Q    |
| 3         | Yuliya Krevsun    | 2 min 01 s 88 Q    |
| 4         | Maryna Arzamasava | 2 min 01 s 97 Q    |
| 5         | Fantu Magiso      | 2 min 02 s 58 q    |
| 6         | Merve Aydin       | 2 min 04 s 88      |
| 7         | Yeon-jung Huh     | 2 min 08 s 05      |
| 8         | Zourah Ali        | 2 min 36 s 36 (PB) |

| Colocação | Atleta                    | Tempo           |
| --------- | ------------------------- | --------------- |
| 1         | Janeth Jepkosgei Busienei | 1 min 59 s 36 Q |
| 2         | Ekaterina Kostetskaya     | 1 min 59 s 61 Q |
| 3         | Alysia Montano            | 1 min 59 s 62 Q |
| 4         | Marilyn Okoro             | 1 min 59 s 74 Q |
| 5         | Luiza Gega                | 2 min 03 s 21   |
| 6         | Margarita Matsko          | 2 min 04 s 24   |
|           | Tetiana Petlyuk           | DNF             |

| Colocação | Atleta            | Tempo                |
| --------- | ----------------- | -------------------- |
| 1         | Mariya Savinova   | 2 min 01 s 01 Q      |
| 2         | Caster Semenya    | 2 min 01 s 01 Q      |
| 3         | Cherono Koech     | 2 min 01 s 03 Q (SB) |
| 4         | Alice Schmidt     | 2 min 01 s 11 Q      |
| 5         | Emma Jackson      | 2 min 01 s 17 q      |
| 6         | Tintu Luka        | 2 min 01 s 89 q      |
| 7         | Truong Thanh Hang | 2 min 03 s 52        |

| Colocação | Atleta            | Tempo                |
| --------- | ----------------- | -------------------- |
| 1         | Annet Negesa      | 2 min 02 s 75 Q      |
| 2         | Zahra Bouras      | 2 min 02 s 77 Q      |
| 3         | Lucia Klocová     | 2 min 02 s 81 Q (SB) |
| 4         | Liliya Lobanova   | 2 min 02 s 84 Q      |
| 5         | Nikki Hamblin     | 2 min 02 s 84 (SB)   |
| 6         | Lemlem Bereket    | 2 min 03 s 62        |
| 7         | Sviatlana Usovich | 2 min 05 s 62        |

### Semifinal
Qualificação: Os 2 de cada bateria (Q) e os 2 mais rápidos (q) avançam para a final.
| Colocação | Atleta              | Tempo              |
| --------- | ------------------- | ------------------ |
| 1         | Yuliya Rusanova     | 1 min 58 s 73 Q    |
| 2         | Maggie Vessey       | 1 min 58 s 98 Q    |
| 3         | Jennifer Meadows    | 1 min 59 s 07      |
| 4         | Eunice Jepkoech Sum | 1 min 59 s 94      |
| 5         | Rosibel García      | 2 min 00 s 79 (SB) |
| 6         | Annet Negesa        | 2 min 01 s 51      |
| 7         | Maryna Arzamasava   | 2 min 02 s 13      |
|           | Halima Hachlaf      | DNF                |

| Colocação | Atleta                    | Tempo                |
| --------- | ------------------------- | -------------------- |
| 1         | Mariya Savinova           | 1 min 58 s 45 Q      |
| 2         | Janeth Jepkosgei Busienei | 1 min 58 s 50 Q (SB) |
| 3         | Alysia Montano            | 1 min 58 s 67 q      |
| 4         | Liliya Lobanova           | 1 min 59 s 38        |
| 5         | Emma Jackson              | 1 min 59 s 77 (PB)   |
| 6         | Tintu Luka                | 2 min 00 s 95 (SB)   |
| 7         | Lucia Klocová             | 2 min 01 s 85        |
| 8         | Zahra Bouras              | 2 min 12 s 08        |

| Colocação | Atleta                | Tempo                |
| --------- | --------------------- | -------------------- |
| 1         | Caster Semenya        | 1 min 58 s 07 Q (SB) |
| 2         | Ekaterina Kostetskaya | 1 min 58 s 64 Q      |
| 3         | Kenia Sinclair        | 1 min 58 s 93 q      |
| 4         | Fantu Magiso          | 1 min 59 s 17 (NR)   |
| 5         | Alice Schmidt         | 2 min 01 s 16        |
| 6         | Cherono Koech         | 2 min 01 s 48        |
| 7         | Marilyn Okoro         | 2 min 01 s 54        |
| 8         | Yuliya Krevsun        | 2 min 05 s 37        |

### Final
A final teve inicio ás 20:15 
| Colocação         | Nome                   | Nacionalidade  | Tempo   | Notas |
| ----------------- | ---------------------- | -------------- | ------- | ----- |
| Medalha de ouro   | Caster Semenya         | África do Sul  | 1:56.35 | SB    |
| Medalha de prata  | Janeth Jepkosgei       | Quênia         | 1:57.42 | SB    |
| Medalha de bronze | Alysia Johnson Montaño | Estados Unidos | 1:57.48 | SB    |
| 4                 | Maggie Vessey          | Estados Unidos | 1:58.50 | SB    |
| 5                 | Kenia Sinclair         | Jamaica        | 1:58.66 |       |
| n/a               | Ekaterina Kostetskaya  | Rússia         | 1:57.82 | DSQ   |
| n/a               | Yuliya Rusanova        | Rússia         | 1:59.74 | DSQ   |
| n/a               | Mariya Savinova        | Rússia         | 1:55.87 | DSQ   |

Legenda
| Recorde mundial       | Recorde mundial (World record)               |                       | Recorde africano                      | Recorde africano (African) |                                           | Q | Classificado por posição (Qualified) |
| Recorde do campeonato | Recorde do campeonato (Championship record)  | Recorde da América    | Recorde da América (Americas)         | q                          | Classificado por melhor tempo (Qualified) |   |                                      |
| Melhor marca do ano   | Melhor marca do ano (World leading)          | Recorde asiático      | Recorde asiático (Asian)              | DNS                        | Não largou (Did not start)                |   |                                      |
| Recorde nacional      | Recorde nacional (National record)           | Recorde europeu       | Recorde europeu (European)            | DNF                        | Não terminou (Did not finish)             |   |                                      |
| Recorde pessoal       | Recorde pessoal do atleta (Personal best)    | Recorde da Oceania    | Recorde da Oceania (Oceania)          | DSQ / DQ                   | Desclassificado (Disqualified)            |   |                                      |
| Recorde da temporada  | Recorde da temporada do atleta (Season best) | Recorde sul-americano | Recorde sul-americano (South America) | NM                         | Sem marca (No mark)                       |   |                                      |